# (16372) 1981 EP1
(16372) 1981 EP1 là một tiểu hành tinh vành đai chính. Nó được phát hiện bởi Henri Debehogne và Giovanni de Sanctis ở Đài thiên văn La Silla ở Chile ngày 7 tháng 3 năm 1981.